# Női 3 × 5 km-es sífutóváltó az 1964. évi téli olimpiai játékokon
Az 1964. évi téli olimpiai játékokon a sífutás női 3 × 5 km-es váltó versenyszámát február 7-én rendezték Seefeldben. Az aranyérmet a szovjet csapat nyerte meg. A Magyarországot képviselő Balázs Éva, Tarnai Sándorné, Hemrik Ferencné összeállítású csapat a 8. helyen végzett.

## Végeredmény
Az időeredmények másodpercben értendők.
| Helyezés | Csapat                                                                                       | Idő                               |
| -------- | -------------------------------------------------------------------------------------------- | --------------------------------- |
| Arany    | Szovjetunió (URS) · Alevtyina Kolcsina · Jevdokija Meksilo · Klavgyija Bojarszkih            | 59:20,2 21:17,9 19:08,5 18:53,8   |
| Ezüst    | Svédország (SWE) · Barbro Martinsson · Britt Strandberg · Toini Gustafsson                   | 1:01:27,0 21:53,9 19:51,3 19:41,8 |
| Bronz    | Finnország (FIN) · Senja Pusula · Toini Pöysti · Mirja Lehtonen                              | 1:02:45,1 23:45,9 19:39,8 19:19,4 |
| 4.       | Egyesült Német Csapat (EUA) · Christine Nestler · Rita Czech-Blasl · Renate Dannhauer-Borges | 1:04:29,9 22:34,1 21:00,8 20:55,0 |
| 5.       | Bulgária (BUL) · Roza Dimova · Nadezsda Vaszileva · Krasztana Sztoeva                        | 1:06:40,4 24:41,4 21:27,1 20:31,9 |
| 6.       | Csehszlovákia (TCH) · Jarmila Škodová · Eva Břízová · Eva Paulusová-Benešová                 | 1:08:42,8 24:48,3 21:44,1 22:10,4 |
| 7.       | Lengyelország (POL) · Teresa Trzebunia · Czesława Stopka · Stefania Biegun                   | 1:08:55,4 25:53,4 22:15,6 20:46,4 |
| 8.       | Magyarország (HUN) · Balázs Éva · Tarnai Sándorné · Hemrik Ferencné                          | 1:10:16,3 24:24,8 22:59,4 22:52,1 |